# Climacia
Climacia is een geslacht van netvleugeligen (Neuroptera) uit de familie van de sponsvliegen (Sisyridae). 

## Soorten
- C. amalla Flint, 1998
- C. antillana Alayo, 1968
- C. areolaris (Hagen, 1861)
- C. basalis Banks, 1913
- C. bifasciata Penny & Rafael, 1982
- C. bimaculata Banks, 1913
- C. californica Chandler, 1953
- C. carpenteri Parfin & Gurney, 1956
- C. chapini Parfin & Gurney, 1956
- C. chilena Parfin & Gurney, 1956
- C. desordenata Monserrat, 2005
- C. doradensis Flint, 1998
- C. insolita Flint, 1998
- C. lemniscata Flint, 1998
- C. negrensis Penny, 1981
- C. nota Parfin & Gurney, 1956
- C. punctulata Flint, 2006
- C. striata Parfin & Gurney, 1956
- C. tenebra Parfin & Gurney, 1956
- C. townesi Parfin & Gurney, 1956
- C. triplehorni Flint, 1998
- C. versicolor Flint, 1998